# Свирежа (Лоевский район)
Свирежа (бел. Свірэжа) — посёлок в Лоевском районе Гомельской области Беларуси. В составе Карповского сельсовета.
На севере граничит с лесом.
Свираж – это уникальная дубрава в пределах поймы реки Сож, являющаяся памятником природы местного значения. Посёлок в пределах республиканского заказника «Днепро-Сожский».

## География

### Расположение
В 9 км на северо-восток от Лоева, в 55 км от железнодорожной станции Речица (на линии Гомель — Калинковичи), в 77 км от Гомеля, в 1 км от границы с Украиной. 
Расположен между деревнями Абакумы и Карповка. На востоке от посёлка расположен лесной массив Свираж.

### Гидрография
На востоке пойма реки Сож (приток реки Днепр).

## Транспортная сеть
Транспортные связи по просёлочной, затем автомобильной дороге Гомель — Чернигов. Застроена односторонне, деревянными крестьянскими усадьбами.

## История
Основан в начале XX века переселенцами из соседних деревень. В 1931 году жители вступили в колхоз. По переписи 1959 года в составе совхоза «Карповка» (центр — деревня Карповка). Планировка состоит из короткой криволинейной улицы, ориентированной с юго-запада на северо-восток.
Ранее в составе Гомельского района.

## Население

### Численность
- 2009 год — 6 жителей

### Динамика
- 1959 год — 140 жителей (согласно переписи).
- 1999 год — 10 хозяйств, 16 жителей.
- 2009 год — 6 жителей[1] (перепись населения)

## Достопримечательность
- Обелиск Воинам-землякам[2]